# Tiberiu Dolniceanu
Tiberiu Dolniceanu (ur. 3 kwietnia 1988 w Jassach) – rumuński szablista, srebrny medalista olimpijski i wielokrotny medalista mistrzostw świata.
Walczył prawą ręką. Podczas igrzysk olimpijskich w Londynie w 2012 roku Rumuni w składzie: Tiberiu Dolniceanu, Rareș Dumitrescu, Alexandru Sirițeanu i Florin Zalomir zdobyli srebrny medal w zawodach drużynowych. Na tej samej imprezie zajął też siedemnaste miejsce indywidualnie. Na rozgrywanych cztery lata później igrzyskach olimpijskich w Rio de Janeiro był piąty w turnieju indywidualnym.
Na mistrzostwach świata w Antalyi w 2009 roku wspólnie z Rareșem Dumitrescu, Florinem Zalomirem i Cosminem Hănceanu zdobył drużynowo złoty medal. W tej samej konkurencji Rumuni z Dolniceanu w składzie zdobyli również srebrny medal podczas MŚ w Budapeszcie (2013) oraz brązowe na MŚ w Paryżu (2010) i MŚ w Rio de Janeiro (2016). Trzykrotnie zdobywał również brązowe medale indywidualnie: na MŚ w Budapeszcie w 2013 roku (za Wieniaminem Rieszetnikowem i Nikołajem Kowalowem), na MŚ w Kazaniu w 2014 roku (za Nikołajem Kowalowem i Gu Bon-gilem) oraz MŚ w Moskwie rok później (za Aleksiejem Jakimienko i Darylem Homerem).
Zdobył srebrne medale indywidualnie i drużynowo podczas igrzysk europejskich w Baku (2015). Drużynowo zdobył też srebro na mistrzostwach Europy w Legnano (2012) oraz brąz na mistrzostwach Europy w Toruniu (2016). Ponadto wywalczył złoty medal w turnieju indywidualnym na mistrzostwach Europy w Zagrzebiu (2013)